# Ernst von Thümmel
Ernst Georg Eduard von Thümmel (* 16. Juli 1871 in Dresden; † 12. April 1945 in Nöbdenitz) war ein deutscher Gutsbesitzer und Politiker (ThLB, CNBL). Er war von 1924 bis 1933 Abgeordneter und von 1930 bis 1932 Präsident des Thüringer Landtages.

## Leben
Ernst von Thümmel war der Sohn des Rittergutsbesitzers Hans von Thümmel (1824–1895) und der Georgine von Thümmel, geb. von Winckler (1840–1917). Sein Vater leitete in den 1890er Jahren zunächst das Königlich sächsische Staats- und Finanzministerium und war später Vorsitzender des Gesamtministeriums.
Nach dem Abitur 1889 am Vitzthumschen Gymnasium in Dresden studierte Thümmel Rechtswissenschaft an den Universitäten in Lausanne, Straßburg und Leipzig. Er durchlief das Referendariat an den Amtsgerichten Tharandt und Pirna sowie bei den Amtshauptmannschaften Glauchau und Oschatz, wurde dort 1899 zum Bezirksassessor ernannt und war später bis 1903 Regierungsassessor beim Herzoglichen Ministerium Sachsen-Altenburg. Er war Rittergutsbesitzer in Nöbdenitz bei Ronneburg, Sachsen-Altenburgischer Kammerherr und Präsident der Landwirtschaftskammer. Ernst von Thümmel war 1914 als Rittmeister der Reserve im Ulanen-Regiment „Kaiser Franz Josef von Österreich, König von Ungarn“ (1. Königlich Sächsisches) Nr. 17 angegeben.
Thümmel gehörte dem agrarkonservativen Bund der Landwirte an und war von 1907 bis 1918 Mitglied des Landtags von Sachsen-Altenburg. Nach dem Zusammenschluss der Freistaaten zum Land Thüringen war er von Februar 1924 bis zur Auflösung im März 1933 Mitglied des Thüringer Landtags. 1924 wurde er als Landeswahlvorschlag auf der Liste des Ordnungsbundes (Thüringer Landbund), 1927 auf der Einheitsliste, 1929 auf der Liste der Christlich-Nationale Bauern- und Landvolkpartei und 1932 für den Thüringer Landbund in das Parlament gewählt. Vom 21. Februar 1927 bis zum 7. Dezember 1929 war er Erster Vizepräsident, vom 7. Januar 1930 bis zum 30. Juli 1932 Präsident und vom 23. August 1932 bis zum 31. März 1933 erneut Erster Vizepräsident des Landtags. Des Weiteren war er in der sechsten Wahlperiode (1932–1933) amtierender Alterspräsident.
Nach der Machtübernahme der Nationalsozialisten sprach er sich als Interessenvertreter der Landwirte gegen den Bau der Reichsautobahnstrecke in der Landschaft um Nöbdenitz aus. Von Dorfbewohnern wurde später überliefert, dass er in der Zeit des Nationalsozialismus einen Gruß mit den Worten „Heil Hitler“ verweigerte.
Thümmel starb kurz vor dem Kriegsende und unmittelbar vor dem Eintreffen der amerikanischen Streitkräfte in Nöbdenitz an den Folgen eines Schlaganfalls. Die ankommenden US-Soldaten, die die Eignung des Herrenhauses als Quartier für die Armee prüften, erwiesen dem Toten eine letzte Ehre per Salut. Nachdem Thümmel am 18. April 1945 unter Anteilnahme der örtlichen Bevölkerung im Familiengrab beigesetzt worden war, übernahm die US-Armee das Herrenhaus als Unterkunft. Mit dem Einzug der Roten Armee im Juli 1945 wurde das Haus geplündert. Einen Monat später, noch vor Einführung des Bodenreformgesetzes, wurde der Familie das Verfügungsrecht über ihr Anwesen entzogen; sie musste das Herrenhaus sofort verlassen und kam im örtlichen Pfarrhaus unter.
Ernst von Thümmel war seit 1896 verheiratet mit Amalie Margarethe von Thümmel, geb. von Zenker (1875–1958), der Tochter eines Rittergutsbesitzers.